# Pensacola Magazine
Pensacola Magazine är ett tidskrift hemmahörandes i Pensacola i Florida, USA, som ges ut av Ballinger Publishing.